# Comunità territoriale di Man'kivka
La Comunità territoriale di insediamento di Man'kivka (in ucraino Маньківська селищна громада?) è una hromada ucraina, situata nel distretto di Uman' e nell'oblast' di Čerkasy. Il suo centro amministrativo è l'insediamento di Man'kivka.
L'area della comunità è di 473,5 km², e la popolazione è di 17 912 abitanti (dato del 2021).

## Suddivisioni

### Insediamenti di tipo rurale
- Man'kivka
- Rudka
- Zelenyj Haj
- Žolud'kove

### Villaggi
- Azenzelivka
- Charkivka
- Dobra
- Filic'ija
- Kyščenci
- Kryvec'
- Mala Man'kivka
- Molodec'ke
- Nesterivka
- Palanočka
- Podilna
- Pomynyk
- Popivka
- Potaš
- Rohy